# Barranc dels Cóms de Carreu
El barranc dels Cóms de Carreu, en la informació cadastral barranc de los Clots de los Camps, és un barranc, afluent del riu de Carreu, a la vall de Carreu, a l'extrem nord municipi d'Abella de la Conca, a la comarca del Pallars Jussà. En el seu tram central rep el nom de barranc de les Coberterades perquè passa per l'extensa partida d'aquest nom.

El Barranc dels Cóms de Carreu, respecte del terme d'Abella de la Conca

Es forma molt a prop del límit nord municipal, prop de Calama, en un ample circ entre l'Obaga de la Gargalla, la Solana dels Cóms i l'Obaga dels Cóms. A partir d'aquell lloc, situat als 1.800 metres d'altitud, davalla en un traçat sinuós, ara cap al sud, ara cap a l'oest, però fent fortes ziga-zagues a causa del relleu. Passa pel nord del Roc de les Cases, ressegueix de forma paral·lela la Serra de l'Andreu i la Serra de Santa Cristina, moment en què agafa la direcció oest, fins que s'aboca en el riu de Carreu, al final d'aquestes serres, agafant en el darrer tram la direcció sud-oest. En el darrer tram travessa les restes del Camí Vell d'Herba-savina a la Molina, a tocar del Camí de Carreu, que depassa tot seguit.

## Etimologia
El barranc pren el nom de l'indret on hi havia els cóms del bestiar que pasturava per aquesta zona de la Serra de Boumort, pertanyent al poble de Carreu. Es tracta, doncs, d'un topònim descriptiu.